# William Bartlett Dalby
Pour les articles homonymes, voir William Dalby et Dalby.
Sir William Bartlett Dalby (10 décembre 1840-29 décembre 1918) est un chirurgien auditif et otologue britannique. Il est fait chevalier en 1886,.

## Biographie
Né à Ashby-de-la-Zouch dans le Leicestershire en Angleterre, Dalby il est un chirurgien spécialiste de l'oreille à la St George's Hospital de Londres. De 1894 à 1895, il sert comme président de la Medical Society of London (en) et, de 1899 à 1901, il est le premier président de la Otological Society of the United Kingdom. Cette association sera fusionnée à la Royal Society of Medicine et représentée par la section de l'Otologie,.